# 耶律朗
耶律朗（やりつ ろう、生年不詳 - 951年）は、遼（契丹）の軍人。字は欧新。

## 経歴
季父房耶律罨古只の孫にあたる。性格は軽はずみで、力が強く、「虎斯」と称された。天顕年間、勇戦して戦うたびに勝利し、名を知られるようになった。会同9年（946年）、太宗が開封に入城すると、耶律朗は澶淵を領知するよう命じられ、黄河の渡しで待機した。天禄元年（947年）、河北の地が劉知遠に呼応したため、耶律朗は開封を守っていた蕭翰とともに占領地を放棄して帰還した。かつて耶律朗の祖父の耶律罨古只はその弟の耶律轄底のために夷離菫の位を騙し取られ、以後一族中に六院の職につく者がいなかったので、世宗は耶律朗を六院大王に任じた。
天禄5年（951年）、耶律察割が世宗を殺害すると、耶律朗のもとに人を派遣して「事成れるかな」と報告した。耶律朗は詳穏の蕭胡里を部下の軍のもとに遣わして、「両端を持し、その勝者を助けるべし」と命じた。穆宗が即位すると、耶律朗は処刑され、家の財産は没収された。

## 伝記資料
- 『遼史』巻113 列伝第43 逆臣中